# Nothybus biguttatus
Nothybus biguttatus är en tvåvingeart som beskrevs av Wulp 1896. Nothybus biguttatus ingår i släktet Nothybus och familjen Nothybidae. Inga underarter finns listade i Catalogue of Life.